# 8858 Cornus
8858 Cornus eller 1991 PT7 är en asteroid i huvudbältet som upptäcktes den 6 augusti 1991 av den belgiske astronomen Eric W. Elst vid La Silla-observatoriet. Den är uppkallad efter Kornellväxter.
Asteroiden har en diameter på ungefär 4 kilometer och den tillhör asteroidgruppen Nysa.